# Mike Krieger

Michel Krieger (n. 4 martie 1986) este un antreprenor brazilian-american și un inginer software care a cofondat Instagram împreună cu Kevin Systrom și ocupa funcția de CTO. În cadrul Krieger ca CTO, Instagram s-a extins de la câteva milioane de utilizatori la 1 miliard de utilizatori lunari activi.
Pe 24 septembrie 2018 era anunțat că Krieger și Systrom demisionează de la Instagram.

## Legături externe
- Mike Krieger pe Instagram (mikeyk)
- Mike Krieger pe Twitter  (@mikeyk)
- Mike Krieger pe LinkedIn
- CEO Secrets: Instagram boss on how to avoid 'burnout', BBC News 2015